# Parathelges cardonae
Parathelges cardonae är en kräftdjursart som beskrevs av R. och M. Codreanu 1968. Parathelges cardonae ingår i släktet Parathelges och familjen Bopyridae. Inga underarter finns listade i Catalogue of Life.